# 塞德里克·亨德森 (1965年)
塞德里克·亨德森（英語：Cedric Henderson，1965年10月3日—2023年4月5日），美国前职业篮球运动员。他在1986年NBA选秀中以第2轮第32顺位被亚特兰大鹰选走。